# Samtkrankheit

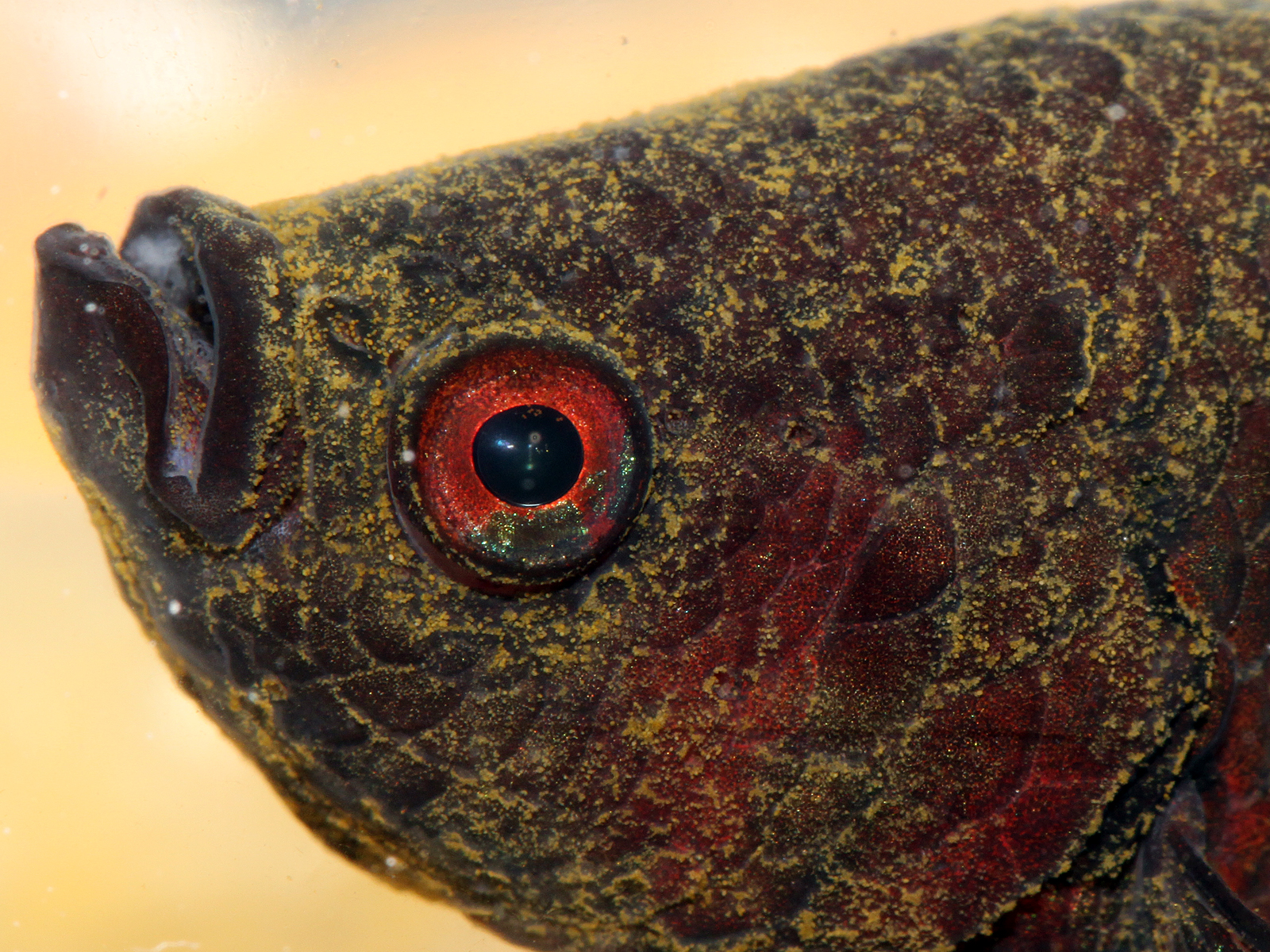
Mit Piscinoodinium pillulare befallener, adulter Siamesischer Kampffisch (Betta splendens)

Die Samtkrankheit (genannt auch Oodinium-Befall, Oodinose, Korallenfischkrankheit und Pillulariskrankheit sowie Colisa-Krankheit) ist eine durch die Dinoflagellaten Piscinoodinium pillulare (zuerst 1951 von Wilhelm Schäperclaus als Erreger der Krankheit bei Colisa lalia beobachtet) und Amyloodinium ocellatum sowie Oodinium cyprinodontum verursachte Parasitose bei Fischen, die Haut und Kiemen befällt. Betrachtet man befallene Fische in Längsrichtung von schräg vorne gegen das Licht, erscheint die Haut trübe und wie mit Puderzucker bestreut. Bei einem stärkeren Befall wirkt die Haut samtartig, aus der sich auch der allgemein bekannte Name Samtkrankheit herleitet. Dieser Belag hat eine gelbliche bis bräunliche Färbung.

## Vorkommen
Piscinoodinium pillulare tritt nur bei Süßwasserfischen im Warm- und Kaltwasserbereich auf. Bei marinen Arten gelten Amyloodinium ocellatum und Oodinium cyprinidontum als Auslöser der Krankheit. Eine Infektion findet überwiegend durch Neuzugänge statt, da der Parasit über einen längeren Zeitraum von mehr als 24 Stunden ohne einen passenden Wirt nicht lebensfähig ist.

## Krankheitsverlauf
Im Gegensatz zu seinem marinen Vertreter Amyloodinium ocellatum ernährt sich Piscinoodinium pillulare nicht von Zellbestandteilen seines Wirtes, sondern besitzt aufgrund der Chloroplasten in seinen Zellen photosynthetische Fähigkeiten. Die Haut wird dennoch durch die wurzelartigen Plasmafäden massiv geschädigt und aufgelöst. Seltener treten zusätzlich Entzündungen oder Verpilzungen in Erscheinung. Im anfänglichen Stadium sind die Kiemen befallen, wo sich der Parasit ausbreitet und beim Fisch eine starke Atemnot verursacht. Dabei kann die Fischhaut völlig frei vom Parasiten erscheinen, und erst wenn die Zyste verlassen wurde, verbreitet sich P. pillulare kriechend über die gesamte Hautoberfläche.
Der Krankheitsverlauf ist chronisch über mehrere Wochen und selbst in einem Abstrich schwer zu erkennen, da sich der Parasit kaum von Schleimhautzellen unterscheiden lässt. Im weiteren Verlauf kommt es durch die massenhafte Ausbreitung des Parasiten zu einer Zerstörung des Zellverbundes, mit Absterben des Gewebes, bis zu fetzenartigem Ablösen der Haut und auftretenden Blutungen innerhalb der Kiemenblättchen. Unbehandelt endet die Krankheit für den Fisch immer tödlich und ist mit einem langen Siechtum verbunden.
Symptome, die vor einem sichtbaren Befall auftreten:
- verstärkte oder beschleunigte Atmung (identisches Symptom bei Ichthyophthiriose)
- abgespreizte Kiemendeckel
- Fische scheuern sich an Boden und Gegenständen (identisches Symptom bei Ichthyophthiriose)
- Futterverweigerung, Abmagerung (identisches Symptom bei Ichthyophthiriose)
- unnatürliche Absonderung (identisches Symptom bei Ichthyophthiriose)

Symptome, die bei sichtbarem Befall auftreten:
- heftige Atmungsfrequenz (identisches Symptom bei Ichthyophthiriose)
- verschleimte Kiemen
- Flossenklemmen mit Scheuerbewegungen (identisches Symptom bei Ichthyophthiriose)
- Fische halten sich nahe der Wasseroberfläche auf
- Fische stehen in der Nähe von Wasserbewegungen
- samtartiger, puderzuckerartiger Belag
- Schleimfäden hängen aus den Kiemen, Haut löst sich ab

## Behandlung

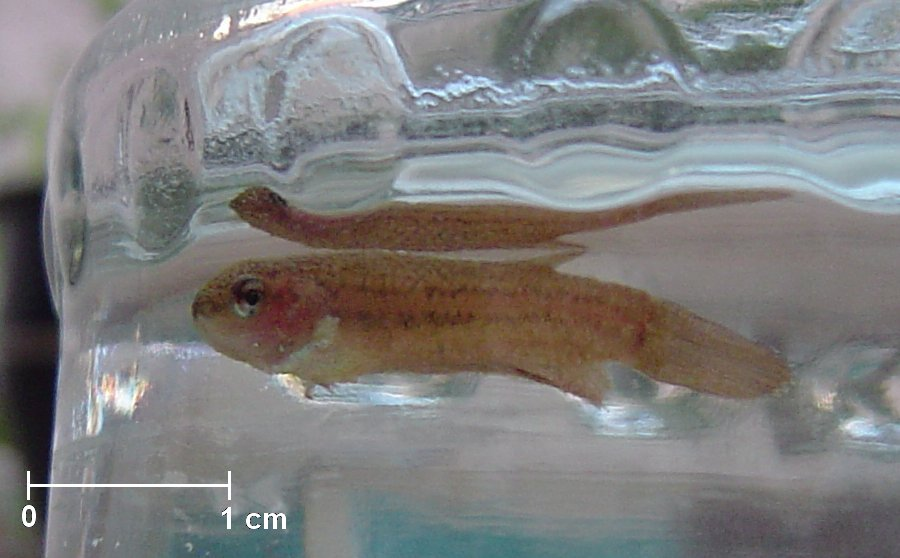
Mit Piscinoodinium pillulare am gesamten Körper befallener Zierfisch

Die effektive Behandlung ist das Verbringen des Fisches in Salzwasser (1 Teelöffel auf 19 l Wasser). Schwere Infektionen erfordern allerdings bis zu drei mehrminütige Behandlungen in Meereswasser (35 g/l), um die anhaftenden Parasiten zu entfernen, wobei allerdings zu beachten ist, dass zahlreiche Süßwasserfische kein Salzwasser vertragen. Die Erhöhung der Wassertemperatur auf 33 bis 34 °C kann die Erkrankung ebenfalls unter Kontrolle bringen, aber solche Temperaturen sind nicht für alle Fische geeignet.
Etablierte Wirkstoffe sind Kupfersulfat (o,3 bis 0,5 mg/l) oder Formaldehyd (100–200 ml/l) für eine Dauer von 10 Tagen. Es ist ratsam, die Wassertemperatur auf 24 bis 27 °C zu erhöhen, um den Stoffwechsel des Parasiten zu erhöhen. Dadurch wird der Lebenszyklus verkürzt, so dass die infektiösen Stadien länger den Chemikalien ausgesetzt sind.
Die Prophylaxe besteht darin, infizierte Fische und kontaminierte Gegenstände vom Bestand fernzuhalten und Neuzugänge zunächst in Quarantäne zu halten. Aquarien und Wasserbehältnisse sollten mit Chlorbleiche desinfiziert werden, anschließend gründlich mit Frischwasser gespült und dann getrocknet werden.